# Partit Obrer Revolucionari (Uruguai)
El Partit Obrer Revolucionari (POR) és un partit polític esquerrà de l'Uruguai, de tendència trotskista-posadista, fundat el 1944 i que forma part del Front Ampli des de la seva creació, el 1971. Participa en les eleccions nacionals amb la llista 871 des de fa dècades.
A mitjan 2008 es va convertir en un dels principals impulsors de la reelecció presidencial de Tabaré Vázquez. Després de finalitzada la campanya política, el sector va donar el seu suport al precandidat Marcos Carámbula.